# 分塊棋
分塊棋（Forms）是Steven W. Meyers在2007年推出的2人棋類，規則在2011年改變。

## 棋具
- 圍棋棋具。

## 原規則
- 棋群是指互相以邊相連的棋子。

- 初始佈置為雙方所有棋子佔領一半的棋盤，棋子皆放於棋格。

- 每回合玩家移除一枚敵棋，並拿1枚在棋盤的己棋，放置於前者的棋格。若使棋群分離，將該枚己棋離開的棋群全部移出棋盤。

- 使所有己棋離開棋盤獲勝[2]。

## 新規則
- 初始佈置改為雙方所有棋子交錯。

- 每回合玩家從以下兩種動作選擇之一，若使棋群分離，將該枚己棋離開的棋群全部移出棋盤。
  - 移動一枚己棋至鄰邊格的敵棋處，並將後者移除。
  - 移動一枚己棋至鄰邊格有棋子的任何空位。

- 使所有己棋離開棋盤獲勝。

## 外部連結
- 遊戲介紹 （页面存档备份，存于）
- 原規則遊戲棋譜（页面存档备份，存于）